# 아이하라 코토미

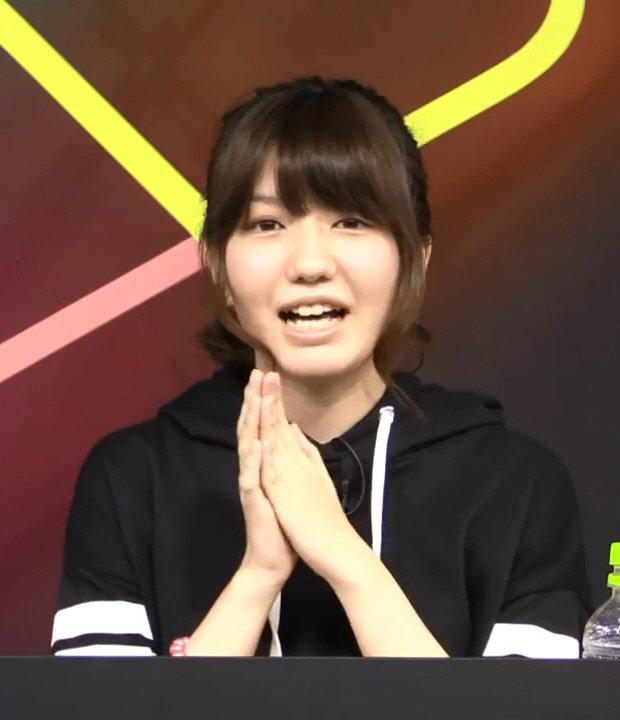
아이하라 코토미

아이하라 코토미(일본어: 藍原 ことみ, 1990년 5월 2일 ~ )는 일본의 성우. 아오모리현 출신. 아토믹 몽키 소속.

## 주요 출연작
- 건담 빌드 다이버즈 Re:RISE - 스토라
- 아이돌 마스터 신데렐라 걸즈 - 이치노세 시키
- 말한다! 해적 판타지아 - 단역
- 베이블레이드 버스트 - 아오타 하루토
- 소라의 날개 - 배구부원
- 사이키 쿠스오의 재난 최종편 - 여학생
- 신이 된 날 - 히나의 이복동생
- 진공관 돌즈 - 코넬리아
- 온센무스메 - 야마나카 소라라
- 우마무스메 PRETTY DERBY - 뱀부 메모리
- 소녀전선 - USAS-12, wz.29
- 은하영웅전설 Die Neue These - 지크프리트 키르히아이스(少)
- 어떤 과학의 초전자포 T - 남자아이
- 크래시 피버 - 도올
- 카운터사이드 - 나카시마 스즈카